# Impero bizantino durante le dinastie costantiniana e valentiniana
Le dinastie costantiniana e valentiniana segnarono il primo periodo della storia bizantina. Durante il regno di Costantino I la capitale imperiale venne spostata da Roma a Costantinopoli, chiamata al tempo Nuova Roma. La città prese forma dalle rovine dell'antica Bisanzio. 

## Preludio alla creazione dell'Impero bizantino: la crescente divisione tra Oriente ed Occidente

### Problemi economici
Nel III secolo, l'impero romano venne colpite da grosse difficoltà economiche che colpirono la maggioranza delle province imperiali. Oltre al problema economico, l'impero fu colpito anche da un drastico declino della popolazione nella sua parte occidentale e sperimentò un generale degrado della società all'interno delle città. Tutte queste situazioni portarono ad una carenza di manodopera. I latifondi, che avevano bisogno di enormi quantità di lavoratori, costringendo nel frattempo le piccole aziende agrarie a chiudere. In Oriente, seppur ci fu una carenza di manodopera, il problema della popolazione non era altrettanto acuto, rendendo le province più preparate a superare e a resistere una crisi. La parte occidentale, superò la crisi ritornando al baratto, mentre quella orientale si affidò al conio delle monete d'oro, trovando un ottimo sistema con cui affrontare le difficoltà.

### Riforme amministrative
L'Impero, per la sua enorme estensione, era divenuto difficile da controllare e amministrare. Per questo motivo l'imperatore Diocleziano elaborò il sistema della tetrarchia: due Augusti condividevano l'impero dividendolo in due parti e si facevano affiancare ognuno da un Cesare, secondo dopo l'Augusto al comando. Nel caso in cui uno degli Augusti morisse, il Cesare sottoposto lo avrebbe sostituito e un nuovo Cesare sarebbe stato scelto. L'unico cambiamento apportato da Costantino a questo sistema fu la sostituzione della selezione del Cesare con una successione per linea di sangue. 
Diocleziano, inoltre, divise l'intero impero in cento province distinte sottoposte al solo imperatore. L'Italia fu declassata a provincia regolare e costretta anch'essa a pagare le tasse. Ogni provincia venne assegnata a una diocesi, dodici in totale. Costantino perfezionò ulteriormente la suddivisione amministrativa, creando le prefetture: ogni prefettura era composta da diverse diocesi, che erano composte da diverse province. La prefettura del pretorio d'Oriente (Praefectura praetorio per Orientem) era formata da cinque diocesi: Egitto, Oriente, Ponto, Asia e Tracia. Ciò fornì una netta differenza tra l'amministrazione civile e quella militare. 

### Minacce militari e divisione dell'Impero
L'attenzione si era spostata da occidente ad oriente già per le menzionate cause, ma a favorire ulteriormente lo spostamento furono la crescente minaccia rappresentata dalla dinastia sassanide in Persia alla ricerca di espansione del territorio controllato e dei continui attacchi dei barbari lungo le sponde della parte inferiore del Danubio. Per affrontare queste minacce, Diocleziano spostò la capitale a Nicomedia e incaricò Massimiano Augusto d'Occidente. 

## Costantino I, 324-337
Costantino, Cesare d'Occidente, fu acclamato, dopo la morte di suo padre nel 306, Augusto dall'esercito mentre si trovava a Eboracum (la moderna York). Nel 324 emerse vittorioso da una lunga serie di guerre civili combattute contro gli imperatori Massenzio e Licinio e divenne unico imperatore, sia di oriente che d'occidente. Il regno di Costantino segnò una nuova epoca per l'Impero romano. Fece costruire una nuova capitale a Bisanzio e ribattezzò la città Costantinopoli, ispirandosi al suo nome. Dalla fondazione della Nuova Roma, iniziò la storia dell'Impero romano d'Oriente chiamato comunemente Impero bizantino. 
Come imperatore, Costantino attuò riforme amministrative, finanziarie, sociali e militari per rafforzare e migliorare l'impero. Ristrutturò il governo, separando le autorità civili da quelle militari. Combatté l'inflazione introducendo il solido, una nuova moneta d'oro che divenne lo standard per le valute bizantine ed europee per gli oltre mille anni a seguire. L'esercito romano fu riorganizzato per comprendere unità mobili da campo e soldati di presidio in grado di contrastare le minacce interne e le invasioni barbariche. Con il nuovo esercito, Costantino si occupò di cacciare e sconfiggere i barbari accampati alle frontiere romane - i Franchi, gli Alemanni, i Goti e i Sarmati - riuscendo a recuperare territori persi durante la Crisi del terzo secolo. 
Costantino fu anche il primo imperatore romano a convertirsi al cristianesimo. Nel 325 convocò il primo concilio ecumenico dove i vescovi professarono il credo niceno-costantinopolitano. Ordinò la costruzione della chiesa del Santo Sepolcro sulla tomba di Gesù a Gerusalemme che divenne presto il luogo più santo della cristianità. 

## Costanzo II, 337-361
Costanzo II era il secondo figlio di Costantino I e Fausta ed ereditò il trono insieme ai suoi fratelli Costantino II e Costante alla morte del padre. Poiché nel 340 i fratelli di Costanzo combatterono per il controllo di alcune province occidentali dell'impero, Costantino II morì e Costante divenne unico sovrano d'occidente. Costante regnò fino al 350, quando fu deposto e assassinato dall'usurpatore  assassinato dall'usurpatore Magnenzio. Costanzo era però riluttante a condividere l'impero con l'usurpatore e quindi cercò uno scontro. I due imperatori si scontrarono durante le battaglie di Mursa Maggiore e Mons Seleucus. In quest'ultima battaglia Magnenzio fu sconfitto e si tolse la vita, lasciando Costanzo come unico sovrano. 
Le sue successive campagne militari contro i barbari germanici furono un successo: sconfisse gli Alemanni nel 354 e i Quadi e i Sarmati sulle rive del Danubio nel 357. Al contrario, la guerra ad est contro i sassanidi continuò senza particolari vittorie. Nel 351, a causa della difficoltà di gestire l'enorme impero, diede a Costanzo Gallo, suo cugino, il grado di Cesare, ma lo fece giustiziare tre anni dopo, poiché venne informato sulla sua natura violenta e corrotta. Nel 355, Costanzo ci riprovò, scegliendo questa volta il fratellastro più giovane di Gallo, Giuliano, che fu promosso anche lui al grado di Cesare. Giuliano rivendicò però il grado di Augusto e nel 360 la tensione tra i due imperatori aumentò preludendo scontri. Gli scontri non avvennero poiché Costanzo l'anno successivo si ammalò e morì, nominando Giuliano suo successore. 

## Giuliano, 361-363
Nel 363 Giuliano intraprese un'ambiziosa campagna contro l'Impero Sassanide. Inizialmente la campagna ebbe successo e l'imperatore riuscì a battere i persiani fuori la loro capitale Ctesifonte[7], ma fu contrastato dalle inondazioni causate dagli stessi. Giuliano prese una rischiosa decisione e si ritirò insieme all'esercito nella valle del fiume Tigri. Qui avvenne la battaglia di Samarra dove l'imperatore fu ferito a morte e l'esercito finì circondato dai persiani di Sapore II. Dopo la morte dell'imperatore, l'esercito fu risparmiato in cambio di alcuni territori in oriente, compresa la città-fortezza di Nisibis. 
Giuliano fu un uomo dal carattere insolitamente complesso: era "il comandante militare, il teosofo, il riformatore sociale e l'uomo di lettere". Fu l'ultimo imperatore pagano dell'Impero romano e credeva che ripristinando gli antichi valori e le tradizioni romane, l'Impero si sarebbe salvato dalla dissoluzione. Abolì parte della burocrazia creata da Diocleziano e cercò di rilanciare la religione romana sfavorendo il cristianesimo e i cristiani, ai quali proibì di insegnare ed apprendere i testi classici. Per la sua avversità verso la Chiesa, fu ricordato con il nome l' Apostata. 

## Gioviano, 363-364
Dopo la morte di Giuliano durante la campagna contro l'impero sassanide, Gioviano fu dichiarato imperatore dai suoi soldati. Stipulò un accordo di pace con i persiani e proclamò nuovamente il cristianesimo come religione di stato. Il suo regno durò solamente otto mesi. 

## Valente, 364-378
Dal fratello Valentiniano I gli fu affidata la parte orientale dell'impero. Valente fu sconfitto e ucciso durante la battaglia di Adrianopoli che segnò l'inizio del crollo dell'Impero romano d'Occidente. 
"Valente era del tutto indistinto, ancora solo un protettore, e non possedeva alcuna capacità militare: tradì la sua coscienza di inferiorità con il nervoso sospetto di complotti e con la punizione selvaggia dei presunti traditori", scrive A. H. M. Jones. Jones ammette comunque che "era un amministratore coscienzioso, attento agli interessi degli umili. Come suo fratello, era un cristiano serio.". Diminuì il peso opprimente delle tasse istituite da Costantino e dai suoi figli e fu umilmente deferente al fratello negli editti di riforma di quest'ultimo, come nell'istituzione dei Difensori (una sorta di sostituto degli antichi Tribuni, guardiani delle classi inferiori).